# 忘れられない、あの夏
『忘れられない、あの夏』（わすれられない、あのなつ）は、2010年10月2日公開の日本映画。

## 概要
無人島を舞台とした恋愛映画。主演は今作が初主演映画となる虎南有香。監督は「恋人はスナイパー 劇場版』の六車俊治。脚本は映画初書き下ろしとなる渡辺啓。ワーナーマイカルシネマズ板橋、中川コロナシネマワールドの2館で公開。
キャッチコピーは「「わがまま放題なアイツに惹かれるわけないはずだった」亜熱帯に浮かぶ無人島から大都会東京へ恋愛に渇いた現代人へ送る真のラブストーリー」。

## ストーリー
島で漁師として働く香織は、親友達と遊びに行こうとしていたのだが、映画撮影で偶然同行した俳優のトムと奈々子と共に遭難してしまう。

## キャスト
- 香織 - 虎南有香（中野腐女シスターズ）
- 奈々子（女優） - さとう珠緒
- トム（俳優） - 西興一朗
- 陽子 - 桂亜沙美
- 西本はるか（元パイレーツ）
- 川村りか（恵比寿マスカッツ）
- 川崎希（元AKB48）
- 井田國彦
- 諏訪太朗
- 烏丸せつこ
- 山田スミ子

## スタッフ
- 監督 - 六車俊治
- 製作 - 西片光一（JMS）、藤田静子（オールウェイズ）
- 製作総指揮 - 木村政雄
- プロデューサー - 相原敏（JMS）、藤田裕之（オールウェイズ）
- 音楽 - 井田國彦
- 配給 - ジョリー・ロジャー
- 脚本 - 渡辺哲
- 撮影 - 押尾英木（ジーアリア）
- 照明 - 大塚学
- 録音 - 山田智香（マイプラン）
- 助監督 - 金沢勇大

## 主題歌
- HI LOCKATION MARKETS（ハイ・ロケーション・マーケッツ）『空奏-KOOSOH-』

『ITSUZAI〜イツザイ〜』のイケメンバンドオーディションで結成されたバンド。2010年9月28日より着うた、着うたフル配信。

## スピンオフDVD
2010年10月14日に4タイトル同時発売のイメージDVD。
- 桂亜沙美 in 「忘れられない、あの夏」
- 西本はるか in 「忘れられない、あの夏」
- 川村りか in in 「忘れられない、あの夏」
- 川崎希 in 「忘れられない、あの夏」